# 穆隆古
穆隆古是巴西塞阿拉州的一个市镇。总面积134.594平方公里，总人口9030人，人口密度67.1人/平方公里。